# Davide Cassani
Davide Cassani (Faenza, Emília-Romanya, 1 de gener de 1961) és un ciclista italià, ja retirat, que fou professional entre 1982 i 1996. En el seu palmarès destaquen una vintena de victòries, entre elles dues etapes del Giro d'Itàlia i nombroses clàssiques italianes, coma ara la Milà-Torí de 1991.
Una vegada retirat passà a exercir de comentarista a la Rai Sport. De gener de 2014 a setembre de 2021 fou el seleccionador de l'equip italià de ciclisme en ruta masculí.

## Palmarès
- 1989
  - Vencedor d'una etapa del Gran Premi Tell
- 1990
  - 1r al Giro de l'Emília
  - 1r a la Coppa Bernocchi
- 1991
  - 1r al Giro de l'Emília
  - 1r a la Coppa Agostoni
  - 1r a la Milà-Torí
  - 1r al Trofeo dello Scalatore i vencedor de dos proves
  - Vencedor d'una etapa del Giro d'Itàlia
- 1992
  - 1r al Giro de la Província de Reggio de Calàbria
  - 1r al Giro de Campània
  - 1r al Gran Premi de la vila de Camaiore
  - Vencedor d'una etapa de la Tirrena-Adriàtica
- 1993
  - 1r a la Coppa Agostoni
  - Vencedor d'una etapa del Giro d'Itàlia
- 1994
  - 1r al Tour del Mediterrani i vencedor de 2 etapes
  - Vencedor d'una etapa de la Volta al País Basc
- 1995
  - 1r al Giro de l'Emília
  - 1r al Giro de Romanya
  - 1r a la Coppa Sabatini

### Resultats al Tour de França
- 1985. Abandona (16a etapa)
- 1986. Abandona (20a etapa)
- 1987. 111è de la classificació general
- 1990. 80è de la classificació general
- 1991. 112è de la classificació general
- 1992. Abandona (16a etapa)
- 1993. 105è de la classificació general
- 1994. 108è de la classificació general
- 1995. 112è de la classificació general

### Resultats al Giro d'Itàlia
- 1982. 40è de la classificació general
- 1983. 37è de la classificació general
- 1984. Abandona (6a etapa)
- 1985. 54è de la classificació general
- 1986. 35è de la classificació general
- 1987. 43è de la classificació general
- 1988. Abandona (7a etapa)
- 1989. Abandona (20a etapa)
- 1991. Abandona (21a etapa). Vencedor d'una etapa
- 1992. 105è de la classificació general
- 1993. 66è de la classificació general. Vencedor d'una etapa